# ユニバーサル・バスケットボール・リーグ
ユニバーサル・バスケットボール・リーグ（Universal Basketball League）はアメリカ合衆国のバスケットボールの独立リーグ。略称はUBL。 

## 2007年参加予定チーム
- インディアナ
- ケンタッキー
- ミシガン
- オハイオ
- ペンシルベニア
- ウェストバージニア

に本拠を置くチームと、IBLから加入したアクロン・クーガーズ。